# Ghaffar Hajji
 (juin 2018).
Ghaffar Hajji (en persan : غفارحاجي romanisé en Ghaffār Ḩājjī) est un village de la province du Golestan en Iran. Lors du recensement de 2006, sa population était de 108 habitants répartis dans 25 familles.